# Худоёрова, Гулмаст
Гулмаст Худоёрова (тадж. Гулмаст Худоёрова; род. 2 сентября 1924 год, кишлак Шуркои) — бригадир колхоза «Правда» Московского района, Таджикская ССР. Герой Социалистического Труда (1966). Член ЦК Компартии Таджикистана.

## Биография
Родилась в 1924 году в семье дехканина в кишлаке Шуркои (сегодня — Восейский район Хатлонской области).
Трудовую деятельность начала в 1942 году. Трудилась рядовой колхозницей, с 1964 года — бригадиром хлопководческой бригады колхоза «Правда» Московского района. В 1956 году вступила в КПСС.
В 1965 году бригада Гулмаст Худоёровой собрала высокий урожай хлопка-сырца. Указом Президиума Верховного Совета СССР от 30 апреля 1966 года удостоена звания Героя Социалистического Труда с вручением Ордена Ленина и золотой медали Серп и Молот.
Избиралась делегатом XVII съезда Компартии Таджикистана, в 1971 году — членом ЦК Компартии Таджикистана.
Трудилась в колхозе до выхода на пенсию в 1979 году. Персональный пенсионер.
Награды
- Герой Социалистического Труда
- Орден Ленина
- Медаль «За доблестный труд в Великой Отечественной войне 1941—1945 гг.»
- Медаль «В ознаменование 100-летия со дня рождения Владимира Ильича Ленина»
- Почётная Грамота Президиума Верховного Совета Таджикской ССР.